# Krottental-Karbach
Das Gebiet Krottental-Karbach ist ein mit Verordnung vom 6. Februar 1991 des Regierungspräsidiums Tübingen ausgewiesenes Naturschutzgebiet (NSG-Nummer 4.183) im Gebiet der Stadt Wangen im Allgäu und der Gemeinde Amtzell im baden-württembergischen Landkreis Ravensburg in Deutschland.

## Lage
Das 16 Hektar große Naturschutzgebiet Krottental-Karbach gehört naturräumlich zum Westallgäuer Hügelland. Es liegt etwa 3,5 Kilometer nordwestlich der Innenstadt Wangens, westlich der Autobahnanschlussstelle „Wangen-West“, zwischen den Weilern Hagmühle, Untermatzen, Krottental und Grünenberg, auf einer Höhe von 560 m ü. NN. In den Flurkarten werden diese Gemarkungen mit Leupolz (zu Wangen) und Amtzell (zu Amtzell) bezeichnet.
Das in Nord-Süd-Richtung zwei Kilometer lange Naturschutzgebiet wird vom Karbach, einem Zufluss der Unteren Argen, durchflossen. Das Tal ist Teil einer alten Abflussrinne, die sich zwischen den beiden letzten Eiszeiten vom ehemaligen Wurzacher See – das heutige Wurzacher Ried – bis zur Unteren Argen zog. In dieser Rinne bewegte sich während der Würmeiszeit eine Zunge des Rheingletschers nach Norden.

## Schutzzweck
Wesentlicher Schutzzweck ist die Erhaltung – und in Teilen die Wiederherstellung – einer naturnahen, von extensiver Wiesennutzung geprägten voralpinen Talaue, deren hoher ökologischer Wert im Verbund unterschiedlicher Feuchtbiotope liegt, die Lebensraum einer artenreichen, charakteristischen Tier- und Pflanzenwelt sind. Der Schutzzweck umfasst darüber hinaus beispielhaft den Schutz eines Gewässers in seiner Talaue, dessen Grenze vom eindeutigen Verlauf des Niedergestades (rezente Talaue) bestimmt wird.
Als typisches Landschaftselement in der Kulturlandschaft Oberschwabens und als Nahrungsbiotop für Brut- und Rastvögel bildet es einen wichtigen Teil im Verbund der Oberschwäbischen Gewässer und Feuchtgebiete.

## Flora und Fauna

### Flora
Folgende schützenswerte Arten sind zu nennen (Auswahl):
- Einbeere (Paris quadrifolia), eine giftige Pflanzenart aus der Familie der Germergewächse
- Blauer Eisenhut (Aconitum napellus), ein Vertreter der Familie der Hahnenfußgewächse
- Großes Zweiblatt (Listera ovata), eine Art aus der Familie der Orchideen

### Fauna
Das Karbachtal ist aufgrund seiner unterschiedlichen Lebensräume mit Laichgewässern, Sommer- und Winterquartieren Existenzgrundlage zahlreicher Amphibien, aber auch (Zug-)Vögel, Insekten, Spinnen und andere Tiergruppen finden hier geeignete Lebensbedingungen.